# Cynanchum szechuanense
Cynanchum szechuanense är en oleanderväxtart som beskrevs av Ying Tsiang och Zhan. Cynanchum szechuanense ingår i släktet Cynanchum och familjen oleanderväxter. Inga underarter finns listade i Catalogue of Life.